# Plaňany
Plaňany, parfois Planeis (en allemand : Planian) est un bourg (městys) du district de Kolín, dans la région de Bohême-Centrale, en République tchèque. Sa population s'élevait à 1 934 habitants en 2024.

## Géographie
Plaňany se trouve à 4,5 km au sud de Pečky, à 12,5 km à l'ouest-nord-ouest de Kolín et à 44 km au sud-est de Prague.
La commune est limitée par Radim, Dobřichov et Cerhenice au nord, par Břežany II à l'est, par Libodřice, Krychnov et Svojšice au sud, et par Zalešany, Žabonosy et Vrbčany à l'ouest.

## Histoire
La première mention écrite de la localité date de 1222.

## Administration
La commune se compose de quatre sections :
- Plaňany
- Blinka
- Hradenín
- Poboří

## Galerie

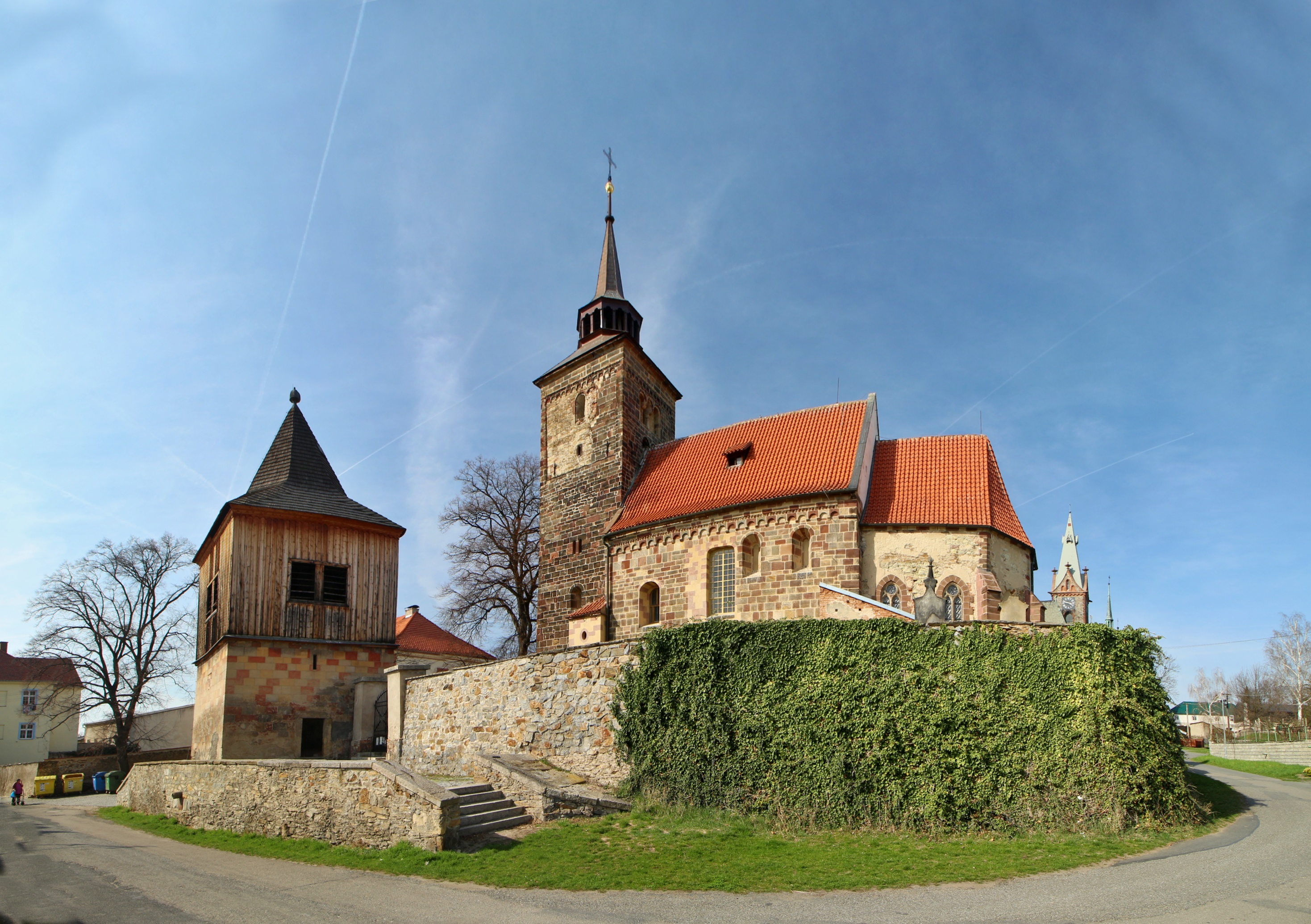
Église de l'Annonciation de la Vierge Marie.
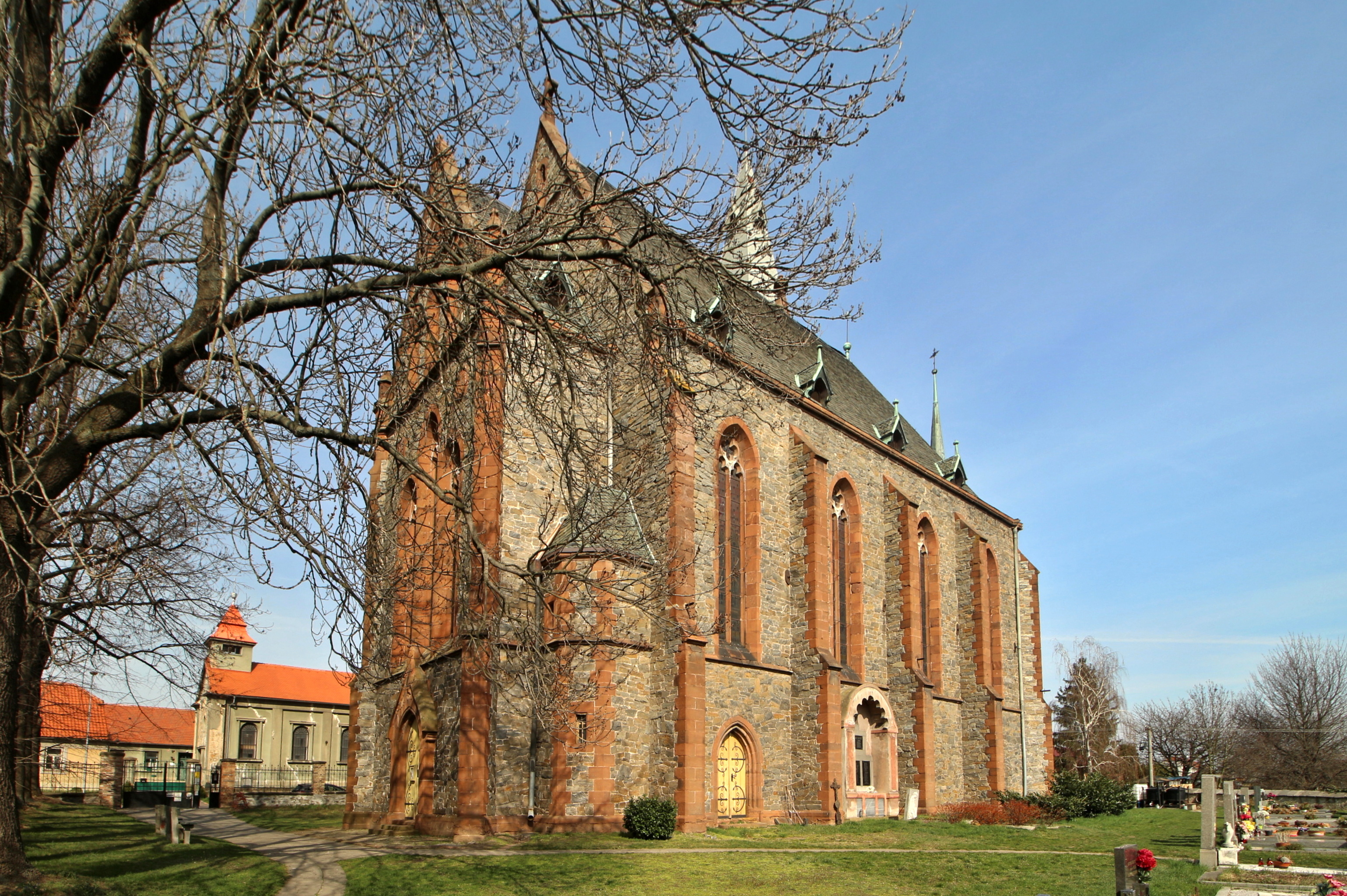
Église de la Nativité de Saint-Jean-Baptiste.

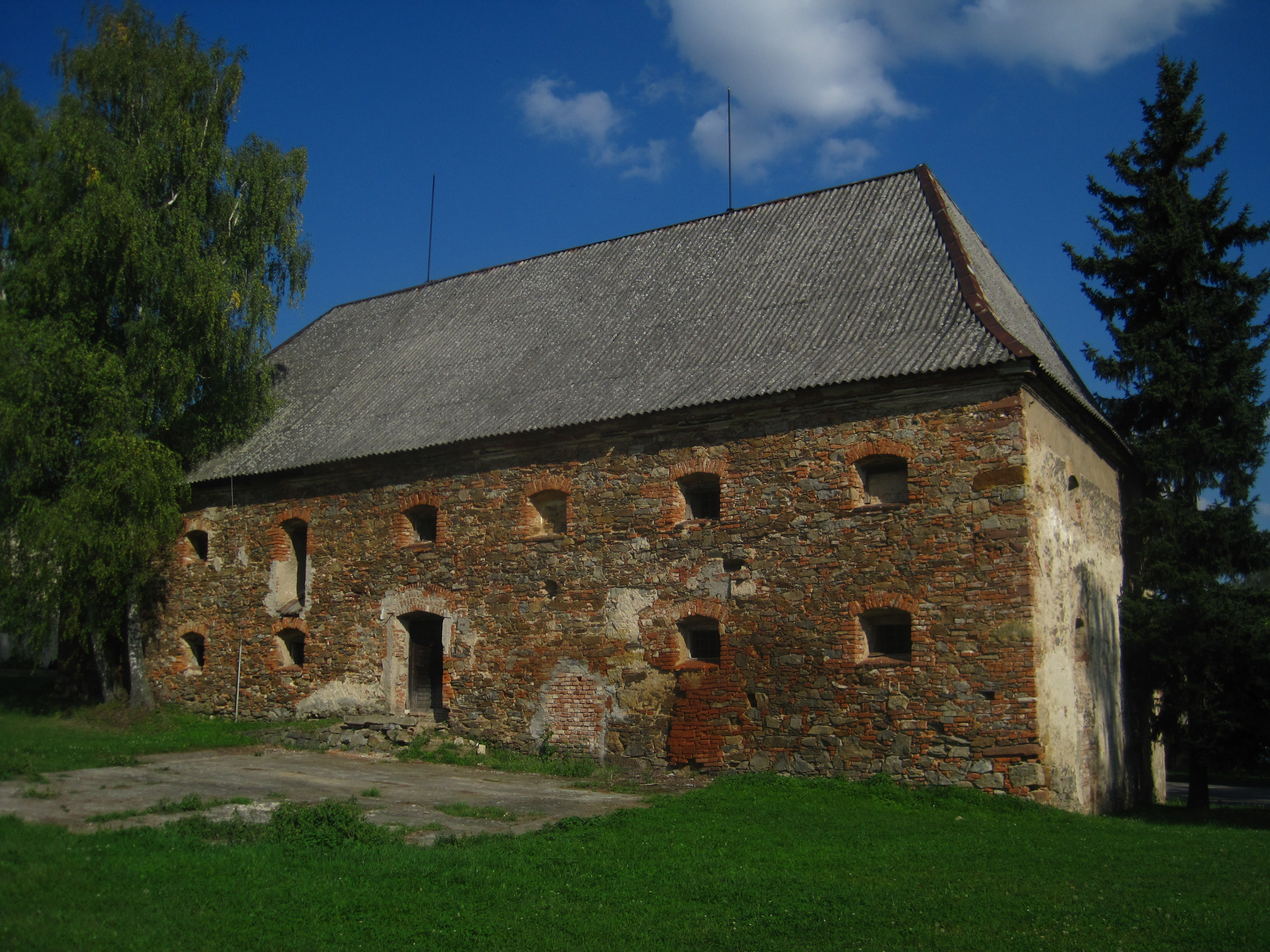
Maison-forte Mirkov.
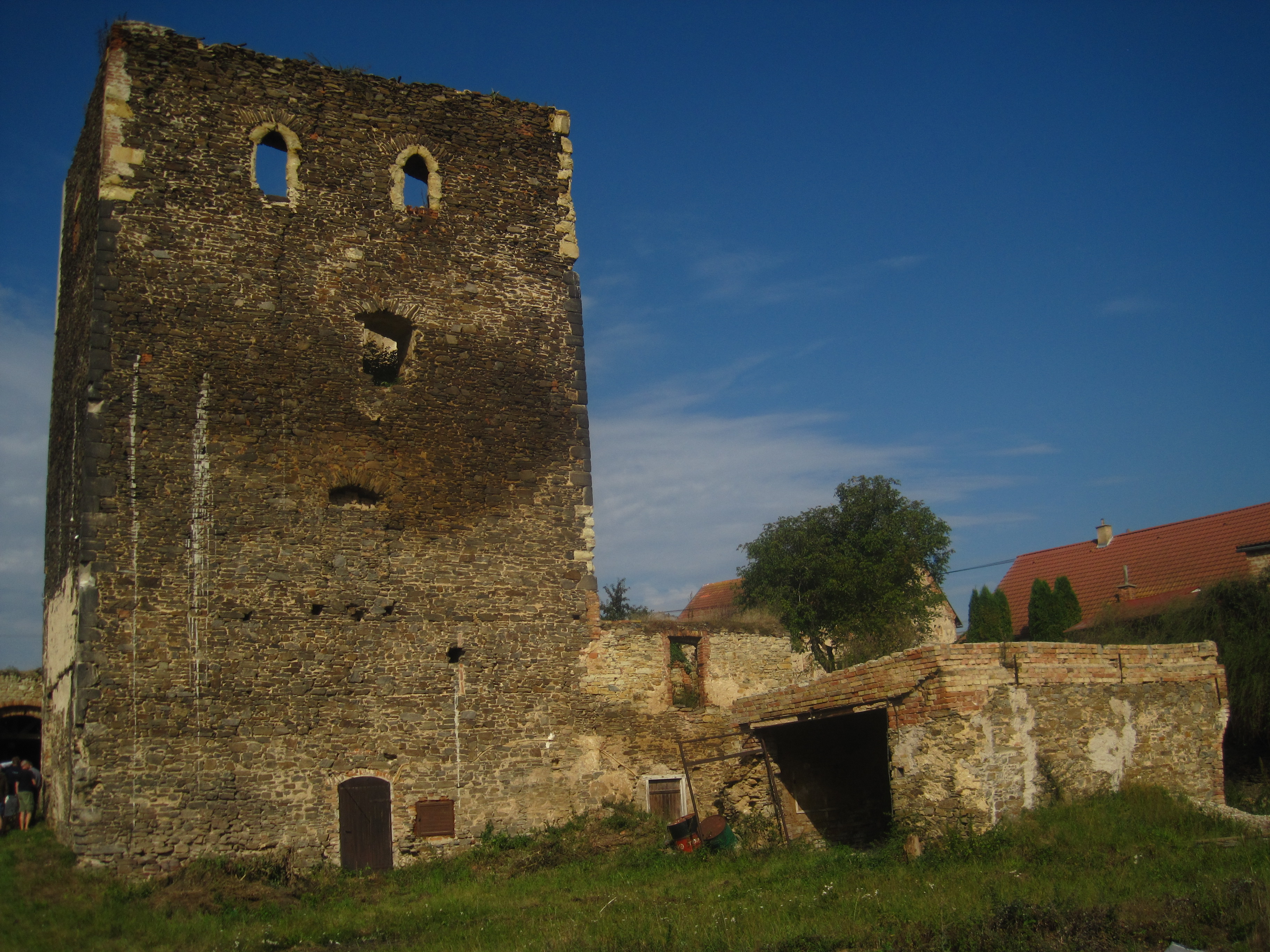
Forteresse de Hradenín.

## Transports
Par la route, Plaňany se trouve à 7 km de Pečky, à 14 km de Kolín et à 55 km de Prague.